# Dubnica (Sjenica)
Dubnica (Servisch cyrillisch Дубница) is een plaats in de Servische gemeente Sjenica. De plaats telt 380 inwoners (2002).